# 波爾卡雷斯克峰
46°14′40″N 8°27′51″E / 46.24444°N 8.46417°E
波爾卡雷斯克峰（義大利語：Pizzo di Porcaresc），是歐洲的山峰，位於瑞士和意大利接壤的邊境，由皮埃蒙特大區和提契諾州負責管轄，屬於勒蓬廷阿爾卑斯山脈的一部分，海拔高度2,467米。

## 外部連結
- Pizzo di Porcaresc on Hikr （页面存档备份，存于）